# Fulham FC

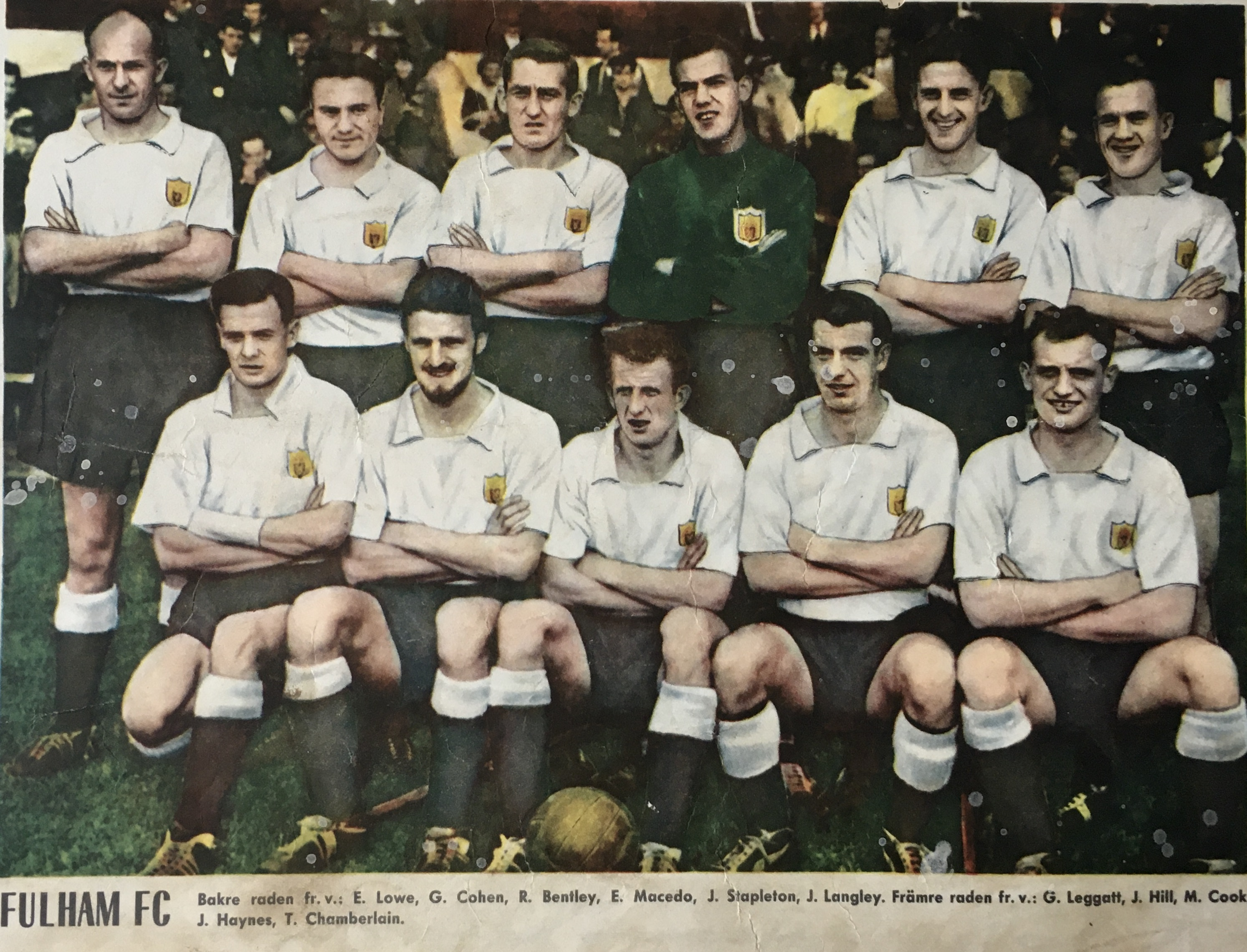
Fulham FC 1958 med landslagsspelaren Johnny Haynes i laget – fjärde man från vänster i främre raden.

Fulham FC är en engelsk professionell fotbollsklubb i Fulham i sydvästra London, grundad 1879. Klubben är Londons äldsta ligaklubb. Sedan 1896 är Fulhams hemmaarena Craven Cottage, belägen vid Bishops Park intill floden Themsen med den ena långsidan direkt mot vattnet. Läktaren som kallas för the Riverside stand är under ombyggnation som förväntas vara klar 2021 och då kommer den totala kapaciteten ligga på 29 000 åskådare. Klubbens centrum för träning är Motspur Park i sydvästra London, cirka tio kilometer söder om Craven Cottage. Klubben spelar sedan säsongen 2022/2023 i Premier League.

## Historia

### Ligaspel
Fulham har totalt spelat 25 säsonger i den högsta divisionen i England. Första gången som Fulham kvalificerade sig för First Division, föregångaren till Premier League, var säsongen 1948/49. Efter tre säsonger med placeringarna 16/17/22 fick Fulham tacka för sig och återkom sedan efter säsongen 1958/59 då Fulham blev tvåa i dåvarande Second Division, motsvarigheten till dagens The Championship, och åter flyttades upp i förstadivisionen – för att bli kvar nio säsonger i en period som sträckte sig fram till och med säsongen 1967/68. Som högst blev det då en tiondeplacering som nykomlingar säsongen 1959/60.
Första säsongen efter nedflyttningen till andradivisionen (1968/69) vann Fulham endast sju matcher och blev sist, vilket ledde till omedelbar nedflyttning till tredjedivisionen. Den följande 25-årsperioden karaktäriserades för Fulham av spel antingen på nivå 2 eller 3 i Englands ligasystem för fotboll. Den största framgången under denna tid kom 1975 då Fulham spelade i den andra divisionen och lyckades ta sig till FA-cupens final, den enda gång i Fulhams historia som detta hänt. I finalen, där det blev förlust med 0–2, ställdes klubben mot West Ham United.
Säsongen 1993/94 blev ett bottennapp för Fulham då klubben för första gången efter andra världskriget blev nedflyttad till The Football Leagues lägsta division, som då hette Third Division. Den absoluta bottenpunkten i Fulhams ligahistoria inträffade säsongen 1995/96 då klubben slutade på 17:e plats i denna division. Redan säsongen efter blev Fulham tvåa och flyttades upp till Second Division, motsvarigheten till dagens League One.
Två år senare, efter säsongen 1998/99, följde en ny uppflyttning efter att Fulham vunnit Second Division. Efter ytterligare två år upprepades mönstret och Fulham stod säsongen 2000/01 som mästare i First Division och hade därmed för första gången kvalificerat sig för spel i Premier League – en sejour som blev 13 säsonger lång och avslutades säsongen 2013/14. Som högst placerade sig Fulham säsongen 2008/09 på sjunde plats i Premier League och ytterligare tre gånger kom klubben på tabellens övre halva. 
2018/19 var Fulham tillbaka i Premier League efter att ha vunnit kvalet från Football League Championship, men slutade på 19:e plats och blev åter nedflyttade till The Championship. Denna gång kunde Fulham återavancera efter en säsong i engelska andraligan där man slutade på fjärde plats vilket innebar slutspelskval. I slutspelet vann laget först mot Cardiff City med totalt 3–2 efter dubbelmöte, och finalen på Wembley Stadium mot Brentford FC slutade mållös efter ordinarie speltid och 2–1 till Fulham i förlängningen. Efter endast en säsong i högstadivisionen blev Fulham återigen nedflyttade till Championship.

Klubbens ligaplaceringar från och med 1907.

### Spel i Europa
Tre gånger har Fulham kvalificerat sig för spel i de europeiska cuperna. Säsongen 2002/03 kvalificerade klubben sig för Uefacupen efter att ha vunnit Intertotocupen genom att besegra italienska Bologna i finalen. I Uefacupens tredje omgång åkte Fulham ut mot tyska Hertha Berlin.
Säsongen 2009/10 hade Fulham efter sin sjundeplacering i Premier League säsongen innan åter kvalificerat sig för spel i Europa och den nystartade Uefa Europa League. Under tränaren Roy Hodgsons ledning blev Europaspelet en av klubbens största framgångar genom tiderna och klubben nådde finalen i Hamburg. I finalen av Europa League förlorade sedan Fulham mot Atlético Madrid med 1–2 efter förlängning.
Säsongen 2011/12 deltog Fulham åter i Europa League efter att ha tagit en så kallad Fair play-plats genom att vara den minst kortbelastade klubben i Premier League säsongen innan. Den här gången blev Europaspelet inte lika framgångsrikt och Fulham blev utslagna i gruppspelsomgången. Fulham hade så långt aldrig förlorat en hemmamatch i Europaspelet; 17 segrar och 6 oavgjorda hemma på Craven Cottage.

## Spelartrupp
| 1  | Tyskland | Bernd Leno   | 4 mars 1992    | Arsenal (-22)      |
| 23 | Tyskland | Steven Benda | 1 oktober 1998 | Swansea City (-23) |

| 2  | Nederländerna | Kenny Tete       | 9 oktober 1995   | Lyon (-20)              |
| 3  | Nigeria       | Calvin Bassey    | 31 december 1999 | Ajax (-23)              |
| 5  | Danmark       | Joachim Andersen | 31 maj 1996      | Crystal Palace (-24)    |
| 15 | Spanien       | Jorge Cuenca     | 17 november 1999 | Villarreal (-24)        |
| 21 | Belgien       | Timothy Castagne | 5 december 1995  | Leicester City (-23)    |
| 30 | England       | Ryan Sessegnon   | 18 maj 2000      | Tottenham Hotspur (-24) |
| 31 | Frankrike     | Issa Diop        | 9 januari 1997   | West Ham United (-22)   |
| 33 | USA           | Antonee Robinson | 8 augusti 1997   | Wigan Athletic (-20)    |

| 6  | England   | Harrison Reed    | 27 januari 1995  | Southampton (-19)       |
| 10 | Skottland | Tom Cairney      | 20 januari 1991  | Blackburn Rovers (-15)  |
| 16 | Norge     | Sander Berge     | 14 februari 1998 | Burnley (-24)           |
| 18 | Brasilien | Andreas Pereira  | 1 januari 1996   | Manchester United (-22) |
| 20 | Serbien   | Saša Lukić       | 13 augusti 1996  | Torino (-23)            |
| 24 | England   | Josh King        | 3 januari 2007   | Fulham FC               |
| 32 | England   | Emile Smith Rowe | 28 juli 2000     | Arsenal (-24)           |
| 38 | Wales     | Luke Harris      | 4 mars 2005      | Fulham FC               |

| 7  | Mexiko          | Raúl Jiménez  | 5 maj 1991      | Wolverhampton Wanderers (-23) |
| 8  | Wales           | Harry Wilson  | 22 mars 1997    | Liverpool (-21)               |
| 9  | Brasilien       | Rodrigo Muniz | 4 maj 2001      | Flamengo (-21)                |
| 11 | Spanien         | Adama Traoré  | 25 januari 1996 | Wolverhampton Wanderers (-23) |
| 17 | Nigeria         | Alex Iwobi    | 3 maj 1996      | Everton (-23)                 |
| 47 | Elfenbenskusten | Martial Godo  | 14 mars 2003    | Margate (-22)                 |

### Utlånade spelare
| Nr | Land | Pos | Namn |
| -- | ---- | --- | ---- |

| Nr | Land | Pos | Namn |
| -- | ---- | --- | ---- |

## Svenska spelare
Notera att endast ligamatcher är medräknade.
| Namn                 | Årtal     | Matcher | Startelva | Inhoppare | Mål | Ref.   |
| -------------------- | --------- | ------- | --------- | --------- | --- | ------ |
| Björn Runström       | 2006–2007 | 1       | 0         | 1         | 0   | [ 9 ]  |
| Fredrik Stoor        | 2008–2011 | 4       | 0         | 4         | 0   | [ 10 ] |
| David Elm            | 2009–2011 | 10      | 3         | 7         | 1   | [ 11 ] |
| Alexander Kacaniklic | 2011–2016 | 84      | 51        | 33        | 10  | [ 12 ] |
| Muamer Tankovic      | 2013–2014 | 3       | 1         | 2         | 0   | [ 13 ] |

TransferMarkt (Svenskar i Fulham) : Transfermarkt.co.uk

## Dyraste nyförvärv och försäljningar

### Topp 10 dyraste nyförvärv
Spelare i fet stil är fortfarande aktiva i Fulham FC.
Senast uppdaterad 30 augusti 2021
| Rank | Spelare                    | Från                    | Datum           | Övergångssumma  |
| ---- | -------------------------- | ----------------------- | --------------- | --------------- |
| 1    | Jean Michaël Seri          | Nice                    | 12 juli 2018    | 27 000 000 pund |
| 2    | André-Frank Zambo Anguissa | Marseille               | 9 augusti 2018  | 22 370 000 pund |
| 3    | Aleksandar Mitrović        | Newcastle United        | 30 juli 2018    | 22 230 000 pund |
| 4    | Steve Marlet               | Lyon                    | 1 juli 2001     | 15 840 000 pund |
| 5    | Alfie Mawson               | Swansea City            | 2 augusti 2018  | 15 170 000 pund |
| 6    | Konstantinos Mitroglou     | Olympiakos              | 31 januari 2014 | 13 680 000 pund |
| 7    | Harry Wilson               | Liverpool               | 24 juli 2021    | 12 600 000 pund |
| 8    | Andy Johnson               | Everton                 | 7 augusti 2008  | 11 970 000 pund |
| 9    | Bryan Ruiz                 | Twente                  | 31 augusti 2011 | 10 800 000 pund |
| 10   | Ivan Cavaleiro             | Wolverhampton Wanderers | 7 januari 2020  | 10 620 000 pund |

Källa: TransferMarkt

### Topp 10 dyraste försäljningar
Senast uppdaterad 30 augusti 2021
| Rank | Spelare                | Till              | Datum           | Övergångssumma  |
| ---- | ---------------------- | ----------------- | --------------- | --------------- |
| 1    | Ryan Sessegnon         | Tottenham Hotspur | 8 augusti 2019  | 24 300 000 pund |
| 2    | Moussa Dembélé         | Tottenham Hotspur | 29 augusti 2012 | 17 100 000 pund |
| 3    | Louis Saha             | Manchester United | 23 januari 2004 | 15 750 000 pund |
| 4    | Ross McCormack         | Aston Villa       | 4 augusti 2016  | 12 870 000 pund |
| 5    | Chris Smalling         | Manchester United | 1 juli 2010     | 7 200 000 pund  |
| 6    | Clint Dempsey          | Tottenham Hotspur | 31 augusti 2012 | 6 750 000 pund  |
| 6    | Sone Aluko             | Reading           | 30 augusti 2017 | 6 750 000 pund  |
| 8    | Patrick Roberts        | Manchester City   | 19 juli 2015    | 6 480 000 pund  |
| 9    | Konstantinos Mitroglou | Benfica           | 1 juli 2016     | 6 300 000 pund  |
| 10   | Luís Boa Morte         | West Ham United   | 1 januari 2007  | 6 120 000 pund  |

Källa: TransferMarkt